# Anacleto Gil
Anacleto Gil (San Juan, 12 de enero de 1852 - 22 de marzo de 1939) fue un abogado, docente y político argentino, que ejerció como  gobernador de la Provincia de San Juan entre 1881 y 1884 e interventor federal en la provincia de Santa Fe entre 1911 y 1912.

## Biografía
Se doctoró en derecho en la Universidad de Buenos Aires a los 22 años. De regreso a San Juan participó en el Club del Pueblo, agrupación política que seguía al expresidente Domingo Faustino Sarmiento; fue juez del Superior Tribunal de Justicia y en 1878 fue elegido convencional constituyente.
Fue ministro de Hacienda y Obras Públicas durante las gobernaciones de Manuel María Moreno y Agustín Gómez. El 2 de enero de 1881 fue elegido gobernador de la provincia, aunque no había cumplido los treinta años que exigía la misma constitución que había votado; la mayoría de la legislatura decidió saltearse esa exigencia.
Su gestión estuvo marcada por una fuerte actividad edilicia: se construyó la casa de gobierno y la primera red de agua corriente. Su provincia ganó el certamen nacional de educación ideado por Sarmiento. Creó el departamento 25 de Mayo, separándolo del departamento Caucete. Se creó el Registro Civil de la provincia, remodeló la Plaza Mayor de la capital y construyó otras dos, libró de impuestos a las curtiembres y las fábricas de betún y pintura, y concedió a una empresa extranjera la explotación de oro en el yacimiento de Gualilán.

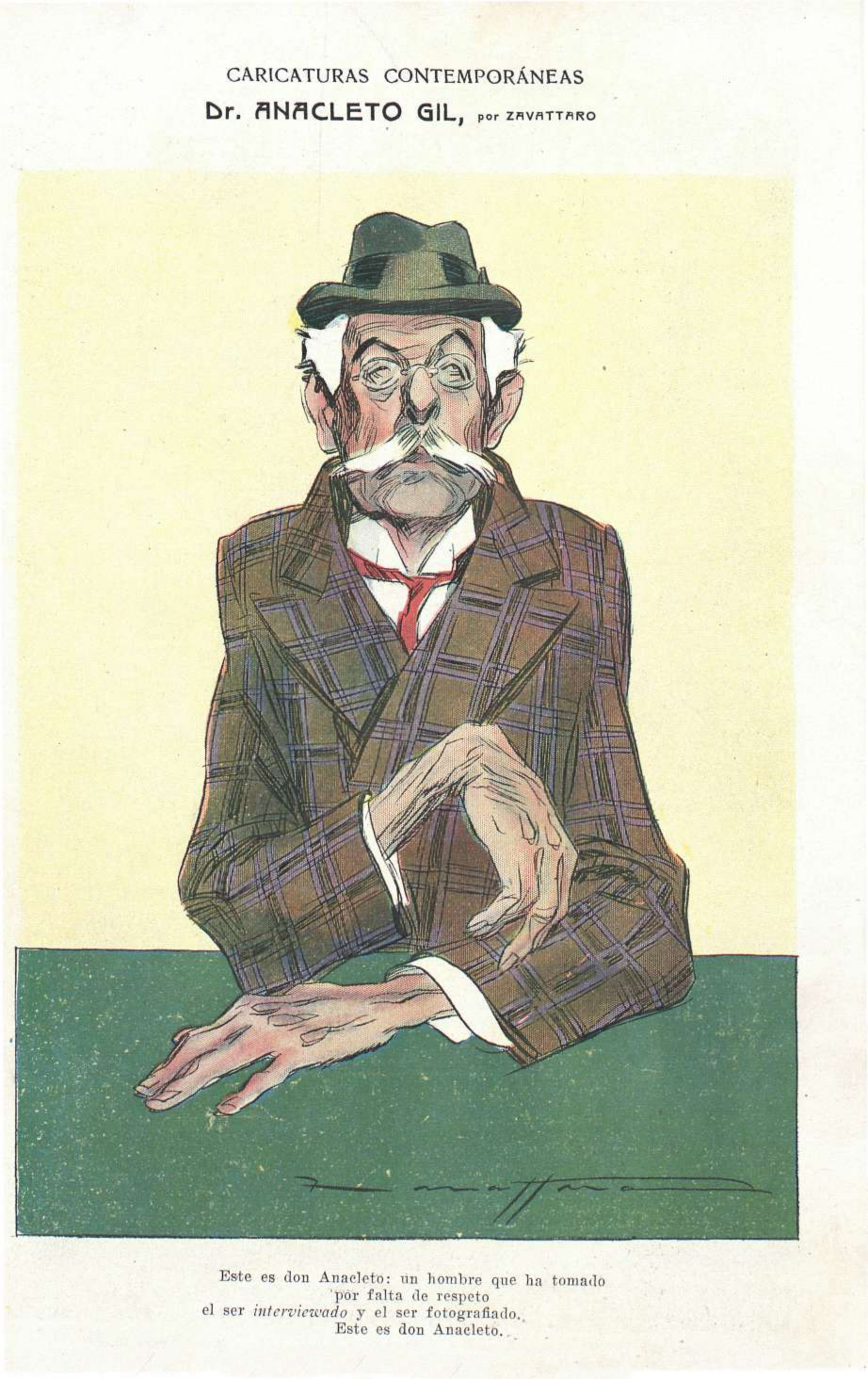
Retratado por Zavattaro en la revista Caras y Caretas (1911)

El 6 de febrero de 1884 —cuando ya había sido elegido su sucesor Carlos Doncel— fue víctima de un atentado, siendo herido de nueve disparos de pistola. El exgobernador Gómez murió en ese atentado, y Doncel salvó su vida casi milagrosamente. Gravemente herido, dio su autorización para que la gobernación pasara al legislador Vicente Celestino Mallea, ya que el vicegobernador Juan Luis Sarmiento había formado parte en la revuelta que culminó con el atentado. Alcanzó a poner en funcionamiento el agua corriente e inaugurar la Casa de Gobierno, el mismo día en que traspasó el poder a Doncel.
Ese mismo año de 1884 fue elegido senador nacional, y luego reelegido hasta 1895. Desde 1897 fue rector del Colegio Nacional de San Juan.
En 1912 fue designado interventor federal de la provincia de Santa Fe, su mandato fue muy complicado, ya que los conflictos internos habían minado la autoridad del oficialismo conservador; por otro lado, parte del conflicto era por causa de la ley electoral. Cuando se sancionó la Ley Sáenz Peña —de voto universal, secreto y obligatorio— decidió utilizar esa ley para la elección de las autoridades provinciales. De la misma surgió la victoria del candidato de la Unión Cívica Radical, Manuel Menchaca, a quien entregó el mando poco más de un año después de haberlo asumido.
Se jubiló como rector del Colegio Nacional en 1913 y falleció en su ciudad natal en 1939, a los 87 años de edad.